# Canton de Tarascon-sur-Ariège
Le canton de Tarascon-sur-Ariège est une ancienne division administrative française située dans le département de l'Ariège.

## Géographie
Ce canton était organisé autour de Tarascon-sur-Ariège dans l'arrondissement de Foix. Son altitude variait de 432 m (Mercus-Garrabet) à 2 196 m (Rabat-les-Trois-Seigneurs) pour une altitude moyenne de 666 m.

## Représentation

### Conseillers généraux de 1833 à 2015
| Période | Période          | Identité                                         | Étiquette             | Qualité |
| ------- | ---------------- | ------------------------------------------------ | --------------------- | --- |
| 1833    | 1836             | Paul Rousse                                      |                       | Maître de forges à Tarascon-sur-Ariège |
| 1836    | 1848             | François-André Vergé                             |                       | Docteur en médecine, inspecteur des eaux thermales d'Ussat Maire de Tarascon-sur-Ariège |
| 1848    | 1866 (décès)     | Lucien Saint-André (1797-1866)                   |                       | Viguier d'Andorre Maitre de forges Maire de Tarascon-sur-Ariège |
| 1866    | 1881             | Hippolyte Doumenjou                              |                       | Avoué à Foix, conseiller général du canton de Quérigut |
| 1881    | 1887 (décès)     | Frédéric Esquirol                                | Républicain           | Notaire - Maire de Tarascon-sur-Ariège (1866-1871 et 1878-1887), conseiller d'arrondissement, suppléant du juge de paix                                                                                   |
| 1888    | 1899 (décès)     | Paul Bergasse-Laziroullès                        | Républicain           | Juge de paix à Saint-Gaudens puis à Foix Maire de Saurat |
| 1899    | 1901             | Georges Bergasse-Laziroullès (fils du précédent) | Républicain           | Maire de Saurat |
| 1901    | 1906 (démission) | Séverin Blazy                                    |                       | Maitre de forges - Maire de Niaux |
| 1906    | 1907             | Joseph Clarac                                    | Rad.                  | Notaire à Tarascon-sur-Ariège Maire d'Arnave, conseiller d'arrondissement |
| 1907    | 1911 (décès)     | Louis Laborde                                    | Rad.                  | Avocat à Foix |
| 1911    | 1931             | Louis Philippe                                   | Rad.                  | Médecin Maire de Tarascon-sur-Ariège (1919-1938), conseiller d'arrondissement |
| 1931    | 1940             | Alexandre Rauzy                                  | SFIO                  | Journaliste et avoué à Foix Député de 1928 à 1942 |
|         |                  |                                                  |                       | |
| 1943    | 1945             | Ernest Saguet                                    |                       | Industriel, Président de la délégation spéciale de Tarascon-sur-Ariège (1940-1944) Nommé conseiller départemental en 1943                                                                                 |
|         |                  |                                                  |                       | |
| 1945    | 1973             | Paul Joucla (1907-1984)                          | SFIO puis PS puis dvg | Maire de Tarascon-sur-Ariège (1944-1977) |
| 1973    | 1985             | Jules Rousse (1912-1987)                         | PS                    | Médecin, maire de Tarascon-sur-Ariège (1977-1987) |
| 1985    | 2003 (décès)     | Robert Naudi (1927-2003)                         | PS                    | Principal de collège, maire du Pla (1971-1989) puis de Tarascon-sur-Ariège (1989-2001) président du Conseil général de l'Ariège (1985-2001)                                                               |
| 2003    | 2015             | Alain Duran                                      | PS                    | Enseignant Maire d'Arnave (1985-2017) Président de la communauté de communes du Pays de Tarascon député suppléant de Frédérique Massat (2007-2012) Vice-président du Conseil général Sénateur (2014-2020) |

### Conseillers d'arrondissement (de 1833 à 1940)
| Période                                  | Période | Identité                           | Étiquette                         | Qualité |
| ---------------------------------------- | ------- | ---------------------------------- | --------------------------------- | --- |
| 1833                                     | 1848    | Jean Baptiste Vic                  |                                   | Notaire à Tarascon-sur-Ariège                                                                               |
|                                          |         |                                    |                                   | |
|                                          | 1871    | M. Laffitte                        |                                   | Juge de paix à Tarascon-sur-Ariège                                                                          |
|                                          |         |                                    |                                   | |
| av.1881                                  | 1881    | Frédéric Esquirol (décédé en 1887) |                                   | Notaire, maire de Tarascon-sur-Ariège, suppléant du juge de paix                                            |
|                                          |         |                                    |                                   | |
| 1898                                     | 1904    | Jules Fauré                        |                                   | Maire de Tarascon-sur-Ariège                                                                                |
| 1904                                     | 1906    | Joseph Clarac                      | Républicain ministériel (radical) | Notaire, maire d'Arnave                                                                                     |
| 1910                                     | 1911    | Louis Philippe                     | Radical                           | Médecin à Tarascon-sur-Ariège                                                                               |
| 1911                                     | 1919    | M. Laffont                         |                                   | Maire de Saurat                                                                                             |
| 1919                                     | 1934    | M. Prat                            | Radical                           | Notaire à Saurat, suppléant du juge de paix                                                                 |
| 1934                                     | 1940    | Louis-Émile Séguéla                | Radical                           | Directeur d'école publique à Saurat                                                                         |
| 1940                                     |         |                                    |                                   | Les conseils d'arrondissement ont été suspendus par la loi du 12 octobre 1940 et n'ont jamais été réactivés |
| Les données manquantes sont à compléter. |         |                                    |                                   | |

## Composition
Le canton de Tarascon-sur-Ariège regroupait 20 communes et comptait 8 406 habitants (recensement de 1999 sans doubles comptes).
| Nom                             | Code Insee | Intercommunalité       | Population (dernière pop. légale) |
| ------------------------------- | ---------- | ---------------------- | --------------------------------- |
| Tarascon-sur-Ariège (chef-lieu) | 09306      | CC du Pays de Tarascon | 3 322 (2014)                      |
| Alliat                          | 09006      | CC du Pays de Tarascon | 55 (2014)                         |
| Arignac                         | 09015      | CC du Pays de Tarascon | 724 (2014)                        |
| Arnave                          | 09016      | CC du Pays de Tarascon | 205 (2014)                        |
| Bédeilhac-et-Aynat              | 09045      | CC du Pays de Tarascon | 190 (2014)                        |
| Bompas                          | 09058      | CC du Pays de Tarascon | 203 (2014)                        |
| Capoulet-et-Junac               | 09077      | CC du Pays de Tarascon | 174 (2014)                        |
| Cazenave-Serres-et-Allens       | 09092      | CC du Pays de Tarascon | 46 (2014)                         |
| Génat                           | 09133      | CC du Pays de Tarascon | 21 (2014)                         |
| Gourbit                         | 09136      | CC du Pays de Tarascon | 95 (2014)                         |
| Lapège                          | 09152      | CC du Pays de Tarascon | 27 (2014)                         |
| Mercus-Garrabet                 | 09188      | CC du Pays de Tarascon | 1 144 (2014)                      |
| Miglos                          | 09192      | CC du Pays de Tarascon | 121 (2014)                        |
| Niaux                           | 09217      | CC du Pays de Tarascon | 188 (2014)                        |
| Ornolac-Ussat-les-Bains         | 09221      | CC du Pays de Tarascon | 245 (2014)                        |
| Quié                            | 09240      | CC du Pays de Tarascon | 297 (2014)                        |
| Rabat-les-Trois-Seigneurs       | 09241      | CC du Pays de Tarascon | 352 (2014)                        |
| Saurat                          | 09280      | CC du Pays de Tarascon | 654 (2014)                        |
| Surba                           | 09303      | CC du Pays de Tarascon | 352 (2014)                        |
| Ussat                           | 09321      | CC du Pays de Tarascon | 345 (2014)                        |

## Démographie
| 1962  | 1968  | 1975  | 1982  | 1990  | 1999  | 2006  | 2011  | 2012  |
| ----- | ----- | ----- | ----- | ----- | ----- | ----- | ----- | ----- |
| 8 665 | 8 875 | 9 134 | 8 947 | 8 574 | 8 406 | 8 707 | 8 871 | 8 796 |